# Karate-Bundesliga

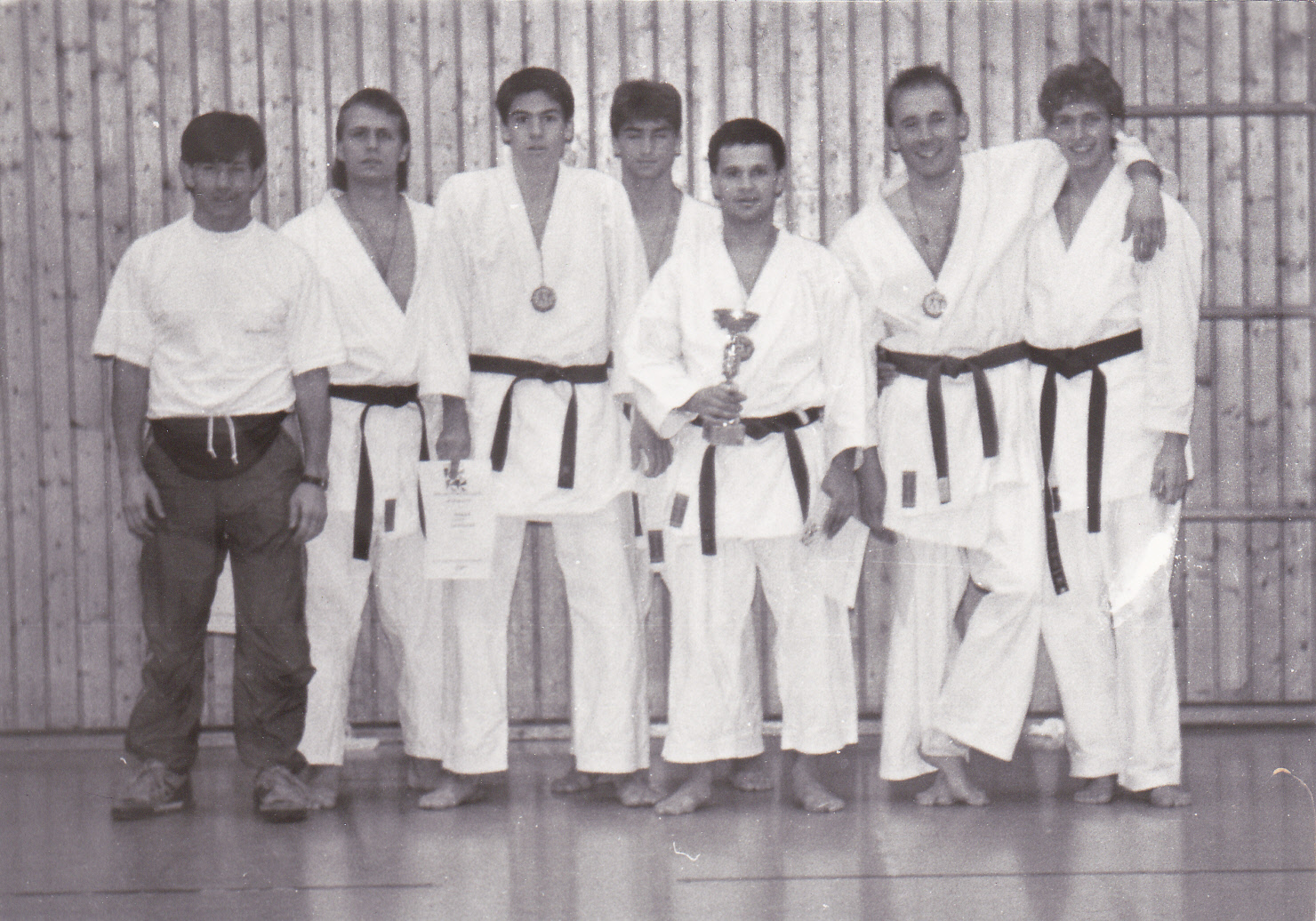
Karate Bundesliga KSD Rottenburg 1992–1995

Die Karate-Bundesliga des Deutschen Karate Verbandes (DKV) ist seit 2020 ein Mannschafts-Wettbewerb für die Leistungsklasse. Bereits von 1991 bis 2002 gab es eine Bundesliga für Vereinsmannschaften im Karate. Durch die Liga und anschließende Play-offs wurde der deutsche Mannschaftsmeister ermittelt. Einen ersten Versuch zur Einführung einer Karate-Bundesliga hatte es schon Mitte der 1970er Jahre gegeben.

## 1991 bis 2002
Die Gründung der Bundesliga wurde auf der DKV-Bundesversammlung am 9. März 1991 beschlossen und startete am 11. Mai 1991 mit dem ersten Kampftag. Jeweils neun Mannschaften gehörten den Nord- und Südstaffeln der Männer- und der Frauenbundesliga an (die Südstaffel der Frauen begann mit sechs Teams). Ab 2002 wurde die Bundesliga nicht mehr durchgeführt. Seitdem qualifizieren sich die ersten Mannschaften eines Landesverbandes für die deutschen Mannschaftsmeisterschaften.

## Seit 2020
Im Jahre 2020 wurde die Karate-Bundesliga des DKV in Anschluss an die Deutsche Meisterschaft der Leistungsklasse in Hamburg wiedereingeführt. Hierbei handelt es sich um einen Mannschaftswettbewerb für die Leistungsklasse im Ligasystem mit 15 Herren- und zwölf Damenteams. Gekämpft wird bei den Damen in zwei Gruppen zu je sechs Mannschaften im Modus „jeder gegen jeden“ (Round Robin) in Hin- und Rückrunde. Die besten zwei Damenmannschaften aus jeder Gruppe kämpfen in den Play-offs im K.-o.-Modus um die Meisterschaft. Bei den Herren, die in drei Fünfergruppen aufgeteilt sind, erreichen die jeweiligen Gruppenersten sowie der beste Gruppenzweite die Play-offs. Jeder Kampf wird ausgetragen. Die Kampfzeit beträgt drei Minuten.
Die Teams bestehen aus fünf Athleten (+ zwei Ersatzkämpfer) bei den Herren und aus drei Athletinnen (+ zwei Ersatzkämpferinnen) bei den Damen. Einsatzberechtigt sind zudem bis zu zwei ausländische Karateka (Damen und Herren) sowie bis zu zwei Nachwuchs-Karateka (ebenfalls Damen und Herren) pro Verein.

### Erstplatzierte in der Bundesliga-Saison

#### 2020/21
- Damen: Musashi Weimar
- Herren: LOTTO Rheinland-Pfalz

#### 2022
- Damen: SC Banzai Berlin
- Herren: LOTTO Rheinland-Pfalz / TFC Westerwald

#### 2023
- Damen: USC Duisburg
- Herren: Hayashi Ludwigsburg „Team Blue“

## Belege
1. ↑  Karate 1/1976 (als pdf über die Webseite des DKV einzusehen).
2. ↑  Karatemagazin 4/1991, S. 18 (als pdf über die Webseite des DKV einzusehen).
3. ↑  Über die Karate-Bundesliga. In: Deustcher Karate Verband. 2023, abgerufen am 3. Januar 2024.